# Brunissende av Foix
Brunissende av Foix, död 1324, var en fransk adelskvinna. Hon var grevinna av Périgord 1332–1336, gift 1298 med Elias VII av Périgord, och regent i grevskapet Périgord för sin omyndiga son Archambaud IV av Périgord 1311. 
Hon var personlig vän med Clemens V, påve 1305-1314, i Avignon. Hon ryktades vara påvens älskarinna, och var omtalad för det inflytande hon hade som påvens rådgivare.